# 山本兵蔵
山本 兵蔵（やまもと へいぞう、1929年8月19日 - ）は、日本の経営者。大成建設社長、会長を務めた。

## 経歴
佐賀県西松浦郡有田町出身。1952年に東京大学経済学部経済学科を卒業し、同年に大成建設に入社。1985年6月に取締役に就任し、1987年6月に常務、1989年6月に専務を経て、1991年6月に副社長に就任し、1993年6月には社長に昇格。1997年4月に会長に就任し、2001年4月に取締役相談役を経て、同年6月には相談役に就任。